# 松田武夫
松田 武夫（まつだ たけお、1904年4月6日 - 1973年10月11日）は、日本の国文学者・作家。

## 生涯
山口県岩国市出身。旧制第五高校（現・熊本大学）卒、1930年東京帝国大学文学部国文科卒。
1956年「金葉集の研究」で東京大学文学博士。1933年陸軍士官学校教授、1940年文部省図書監修官、1952年宇都宮大学教授。
1968年定年退官、専修大学教授。二松学舎大学教授。
勅撰和歌集を中心に平安時代の文学を研究した。創作もおこなった。

## 著書
- 『平安時代の文学』山本舜山絵 建設社 少年大日本史 1935
- 『王朝和歌集の研究』巌松堂書店 1936
- 『勤皇秀歌 鎌倉吉野時代篇』聖紀書房 1942
- 『国語に生きる 随筆』聖紀書房 1943
- 『じゃがたらをとめ』田代光絵 越後屋書店 1943
- 『戦争と古典物語』越後屋書房 1943
- 『陸軍の若桜』田代光絵 聖紀書房 1943
- 『和歌と新資料』越後屋書店 1943
- 『古今和歌集』羽石光志絵 至文堂 青少年日本文学 1944
- 『勅撰和歌集の研究』日本電報通信社 1944　パルトス社、1989
- 『朗読と放送』越後屋書房 1944
- 『ますらをの歌物語』江崎孝坪絵 小学館 少国民日本文学 1945
- 『学習参考国文精粋』雪溪書房 1947
- 『奥の細道解釋と鑑賞』錦橋塾 古典解釋叢書 1948
- 『源氏物語 新釈註』櫻井書店 新釈註国文叢書 1953
- 『金葉集の研究』山田書院 1956　パルトス社、1988
- 『枕草子 評解』山田書院 学習と教養叢書 1957
- 『古今新古今の問題研究』山田書院 1958
- 『万葉集の解釈と問題研究』山田書院 1959
- 『詞花集の研究』至文堂 1960　パルトス社、1988
- 『日本少年少女古典文学全集 太平記物語』福田杜子夫絵 弘文堂 1960
- 『古今集の構造に関する研究』風間書房 1965
- 『評釈枕草子』明治書院 1967
- 『王朝和歌集の研究』白帝社 1968
- 『新釈古今和歌集』風間書房 1968-75
- 『平安朝の和歌』有精堂出版 1968
- 『心のかけ橋 美しき沖縄と私』自治日報社出版局 1970

### 共編
- 『総合国語辞典』麻生磯次,市古貞次共編 山田書院 1958

### 校訂・訳
- 『金葉和歌集 三奏本』校 岩波文庫 1938
- 藤原顕輔編『詞華和歌集』校 岩波文庫 1939
- 『源氏物語抄』田山信郎共校訂 牧田清之助 1941
- 宗良親王『李花集』校訂 岩波文庫 1941
- 『後撰和歌集』校訂 岩波文庫 1945
- 藤原基俊『新撰朗詠集』解説 小林芳規解読 古典文庫 1963
- 『日本古典文学大系 第80 平安鎌倉私家集』好忠集(校注)岩波書店 1964
- 『源氏物語 美しい王子の一生』紫式部原作 黒崎義介絵 学灯社 小学生の日本古典全集 1971

## 論文
- Cinii